# Liste der Stolpersteine in Hamburg-Bramfeld
Die Liste der Stolpersteine in Hamburg-Bramfeld enthält alle Stolpersteine, die im Rahmen des gleichnamigen Kunst-Projekts von Gunter Demnig in Hamburg-Bramfeld verlegt wurden. Mit ihnen soll Opfern des Nationalsozialismus gedacht werden, die in Hamburg-Bramfeld lebten und wirkten.
Diese Seite ist Teil der Liste der Stolpersteine in Hamburg, da diese mit insgesamt 7139 (Stand: März 2025) Steinen zu groß würde und deshalb je Stadtteil, in dem Steine verlegt wurden, eine eigene Seite angelegt wurde.
| Adresse                   | Person(en)                  | Inschrift | Bilder                                       | Anmerkung                                                                          |
| ------------------------- | --------------------------- | --- | -------------------------------------------- | ---------------------------------------------------------------------------------- |
| Berner Chaussee 16 ·      | Wilhelm Czymmek             | Hier wohnte Wilhelm Czymmek Jg. 1906 mehrfach verhaftet zuletzt 1942 1944 Neuengamme ermordet 16.1.1945 Außenlager Bremen-Farge          | Stolperstein für Wilhelm Czymmek             | Eintrag auf stolpersteine-hamburg.de                                               |
| Bramfelder Chaussee 269 · | Karl Lorenzen               | Hier wohnte Dr. Karl Lorenzen Jg. 1889 verhaftet 1938 Fuhlsbüttel Flucht in den Tod 6.2.1938                                             | Stolperstein für Dr. Karl Lorenzen           | Eintrag auf stolpersteine-hamburg.de Stolperstein liegt am Rand des Radwegs        |
| Bramfelder Chaussee 316 · | Leo Bornstein               | Hier wohnte Leo Bornstein Jg. 1899 deportiert 1942 ermordet in Raasiku bei Reval                                                         | Stolperstein für Leo Bornstein               | Eintrag auf stolpersteine-hamburg.de Stolperstein liegt vor dem Eingang zu Nr. 314 |
| Fabriciusstraße 22 ·      | Jacob Neugarten             | Hier wohnte Jacob Neugarten Jg. 1882 verhaftet 1942 KZ Fuhlsbüttel deportiert 1942 KZ Natzweiler Mauthausen Auschwitz ermordet Nov. 1942 | Stolperstein für Jacob Neugarten             | Eintrag auf stolpersteine-hamburg.de                                               |
| Fabriciusstraße 22 ·      | Alfred Neugarten            | Hier wohnte Alfred Neugarten Jg. 1925 verhaftet 1942 KZ Fuhlsbüttel ermordet 18.3.1945 Buchenwald                                        | Stolperstein für Alfred Neugarten            | Eintrag auf stolpersteine-hamburg.de                                               |
| Fabriciusstraße 22 ·      | Käthe Neugarten geb. Pünjer | Hier wohnte Käthe Neugarten geb. Pünjer Jg. 1893 gedemütigt/entrechtet Flucht in den Tod 31.7.1942                                       | Stolperstein für Käthe Neugarten geb. Pünjer | Eintrag auf stolpersteine-hamburg.de                                               |
| Fabriciusstraße 274 ·     | Paul Aron Goldschmidt       | Hier wohnte Paul Aron Goldschmidt Jg. 1874 deportiert 1943 Theresienstadt tot 12.12.1943                                                 | Stolperstein für Paul Aron Goldschmidt       | Eintrag auf stolpersteine-hamburg.de                                               |